# Tibber
Tibber är ett norskt elhandelsbolag med verksamhet i Nederländerna, Norge, Sverige och Tyskland som grundades 2016 av Edgeir Aksnes och Daniel Lindén. Företaget har uppmärksammats för sin bland elhandelsbolag alternativa affärsmodell med prenumerationstjänster och självkostnadspris för energi.
Under 2022 omsatte bolaget 8,3 miljarder kronor och var Sveriges 12:e största och snabbast växande elhandelsbolag sett till antal kunder.

## Historia
Tibber grundades av de två mjukvaruutvecklarna Edgeir Aksnes och Daniel Lindén som båda jobbade på det norska energibranschkonsultbolaget Enoro. Affärsidén var att sälja energi till självkostnadspris från elbörsen Nord Pool och istället ta betalt via en prenumeration för en mobilapplikation som hjälper kunder att minska sin förbrukning. Efter att först ha misslyckats med att sälja in idén till andra elhandelsbolag, bestämde de för istället starta ett eget bolag 2016.
Tibber blev tidigt uppmärksammade i Norge då de vann en pitchtävling anordnad av Petter Stordalen, som tillsammans Mikael Wintzell, blev företagets första utomstående investerare. Mobilapplikationen lanserades i Norge och Sverige 2017 och 2019 rapporterade man en omsättningstillväxt på 15 % per månad.
2021 gick Schibsted in som ägare och köpte ut Stordalen. Samma år annonserades planerna om att expandera till Nederländerna och Tyskland.
Intresset för Tibber stärktes ytterligare samband med energiprischocken under rysk-ukrainska kriget 2022, då många kunder försökte hitta billigare elhandelsavtal.
I juni 2023 lanserade Tibber ett väggmonterat batteri för att kunna lagra energi för hela hushållet tillsammans med svenska Polarium.

## Mobilapplikation
Utöver själva elhandeln utvecklar Tibber en mobilapplikation till Android och IOS där användaren själv kan studera sin förbrukning och priserna på elbörsen. Mobilapplikationen kan även genom applikationsintegrationer styra andra energisystem så som uppvärmningssystem och elbilsladdning så att förbrukningen sker när energipriset är lägre.